# 开罗德国大学
开罗德国大学（缩写为GUC；El Gam'a El Almāniya Bel Qāhira）是位于埃及新开罗的私立非营利性大学，于2002年根据第27/2002号总统令和第101/1992号埃及法律成立。

## 支持院校
斯图加特大学、乌尔姆大学、蒂宾根大学、曼海姆大学、莱比锡美术学院、德意志学术交流中心、巴登-符腾堡州等是该大学的主要学术支持者。

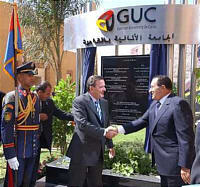
2003年开罗德国大学的成立典礼，由当时的埃及总统穆巴拉克和德国总理施罗德出席。

 教学语言为英语。